# Barbara Becker
Barbara Becker, rozená Barbara Feltus (* 1. listopadu 1966) je bývalá žena tenisty Borise Beckera. Pochází z bavorského Mnichova z rodiny učitelky Ursuly Feltusové a amerického fotografa černé pleti Harlana Rosse Feltuse (1939 – 2003).
S Borisem má dva syny, Noaha Gabriela (* 18. ledna 1994) a Eliasa Balthasara (* 4. září 1999).
Rozešli se, když na konci roku 1999 zjistila, že manžel Boris čeká dítě s jinou ženou. Děti si odvezla do Miami a v lednu 2001 byli oficiálně rozvedeni.
Barbara nyní pracuje jako módní návrhářka.